# Bum (arrondissement)
Pour les articles homonymes, voir Bum.
Bum est un arrondissement du Cameroun situé dans la région du Nord-Ouest et le département du Boyo.

## Organisation
Outre Fonfuka, l'arrondissement comprend les villages suivants :
- Buabua
- Kimbi
- Kitchowi
- Konene
- Laka-Bum
- Mungong
- Ngunakimbi
- Saff
- Yunghachim